# Rosemiro (futebolista)
Rosemiro Correia de Souza, mais conhecido como Rosemiro (Belém, 22 de fevereiro de 1954) é um ex-futebolista brasileiro que atuava como lateral-direito.

## Títulos
Remo
- Campeonato Paraense: 1973, 1974 e 1975

Palmeiras
- Campeonato Paulista: 1976
- Copa Kirin: 1978
- Troféu A Gazeta Desportiva: 1979

Vasco da Gama
- Campeonato Carioca: 1982
- Torneio João Havelange: 1981
- Torneio de Funchal: 1981
- Torneio de Verão do Uruguai: 1982

Seleção Brasileira
- Jogos Pan-Americanos: 1975 (Ouro)